# Cotton-Moutonov pojav
Cotton-Moutonov pojav se kaže v dvolomnosti v tekočini v prisotnosti prečnega magnetnega polja. Zaradi tega ga prištevajo med magnetooptične pojave. Imenujejo ga tudi magnetna dvolomnost. Pojav je močnejši kot Voigtov pojav, pri katerem se tudi opazi magnetno dvolomnost. Je pa podoben Kerrovemu pojavu, ki se dobi v prisotnosti električnega polja.
Cotton-Moutonov pojav sta v letu 1907 odkrila|francoski fizik Aimé Auguste Cotton (1869 – 1951) in francoski biolog in kemik Henri Julien Désiré Mouton (1869 – 1935). Pojav sta odkrila v nitrobenzolu, pozneje pa še v drugih organskih spojinah. 

## Opis pojava
Kadar se linearno polarizirana svetloba giblje pravokotno na magnetno polje (npr. skozi magnetizirano plazmo), postane svetloba eliptično polarizirana. Na ta način se dobi dvolomnost z razliko v lomnih količnikih
{\displaystyle \Delta n=C\lambda H^{2}\!\,,}
kjer je:
- {\displaystyle C\!\,} – Cotton-Moutonova konstanta, ki je odvisna od snovi, valovne dolžine in temperature,
- {\displaystyle \lambda \!\,} – valovna dolžina svetlobe,
- {\displaystyle H\!\,} – jakost magnetnega polja.

Konstanta {\displaystyle C\!\,} je za nitrobenzol enaka 3,81 ×10−14 A−2m pri sobni temperaturi za valovno dolžino 589,3 nm. V odvisnosti od kota vpadajoče svetlobe lahko postane Cotton-Moutonov pojav enak Faradayevemu pojavu. 
Pojav se uporablja za merjenje jakosti magnetnega polja.